# William Calley
William Calley, właśc. William Laws Calley Jr. (ur. 8 czerwca 1943 w Miami. zm. 28 kwietnia 2024 w Gainesville) – amerykański podporucznik, uczestnik wojny w Wietnamie, zbrodniarz wojenny odpowiedzialny za masakrę w Mỹ Lai.
Dowodził kompanią C 1. batalionu 20. Pułku Piechoty z 11. Brygady Piechoty w składzie 23 DP, która 16 marca 1968 dokonała mordu na kilkuset (podawane są najczęściej liczby 504 i 347 osób) cywilnych mieszkańcach wietnamskiej wioski Mỹ Lai.
Po ujawnieniu zbrodni Calley został postawiony przed sądem wojskowym i 31 marca 1971 skazany na karę dożywotniego więzienia za zabójstwo z premedytacją 22 osób. Dwa dni później został zwolniony z więzienia z polecenia prezydenta Nixona i umieszczony w areszcie domowym w Forcie Benning.
20 sierpnia 1971 sąd federalny skrócił wyrok do 20 lat więzienia, a w 1974 Calley został ułaskawiony przez prezydenta Geralda Forda.
Calley w czasie procesu konsekwentnie utrzymywał, że wypełniał rozkazy swojego kapitana, Ernesta Mediny, który zaprzeczył jednak wydaniu takiego rozkazu.
W 1971 opublikował swoją biografię.